# Auguste Adolphe Okolowicz
 (août 2018).
Si vous disposez d'ouvrages ou d'articles de référence ou si vous connaissez des sites web de qualité traitant du thème abordé ici, merci de compléter l'article en donnant les références utiles à sa vérifiabilité et en les liant à la section « Notes et références ».
Auguste Adolphe Okolowicz, né le 14 juillet 1838 à Vierzon, et mort le 5 septembre 1891 à Couilly-Pont-aux-Dames, est un militaire français, général pendant la Commune de Paris (1871).

## Biographie
Fils d'un réfugié polonais, Auguste Okołowicz, ancien insurgé polonais et maître de musique, et d'une Française Clémence Canuet qui est modiste, Auguste Adolphe est le 1er enfant d'une très grande fratrie (il a pour frère Édouard Okolowicz). Il étudie à l'École polonaise des Batignolles à Paris. À partir de 1854, il combat dans la Guerre de Crimée. Puis il reste en Suisse. En 1870, à la demande de Jarosław Dombrowski (dans le cadre des projets de création de la Légion polonaise), il revient en France. En tant qu'officier de l'armée vosgienne, il participe à la Guerre franco-allemande de 1870. En mars 1871, il vint à Paris où il est nommé colonel de la commune. Il commanda initialement le 90e bataillon et, du 7 au 27 avril, il commanda la région d'Asnières. C'est à cette époque qu'il reçoit la nomination de général. Il est fait prisonnier alors qu'il séjournait à l'hôpital pour blessures. Il s'enfuit en Belgique et tient un commerce de rénovation de tapis jusqu'en 1880, date à laquelle parait d'un décret le comprenant dans une amnistie partielle. Il rentre donc en France et dirige à Paris une fabrique de porcelaine craquelée. Il a pour épouse Marie Carré. Il meurt à Couilly-Pont-aux-Dames à l'âge de 53 ans et est inhumé dans le cimetière du Père Lachaise (79e division).